# Малахов, Владимир Михайлович
Владимир Михайлович Малахов (10 октября 1955) — советский и российский футболист и тренер. Играл на позиции вратаря.

## Карьера
Воспитанник азербайджанского футбола, начинал карьеру в местных командах во второй лиге.
С 1976 года выступал за майкопскую «Дружбу», затем за «Машук» (Пятигорск). В 1979 году перешёл в ставропольское «Динамо». В 1987—1988 годах выступал за «Атоммаш», однако вскоре вернулся в «Динамо». За ставропольский клуб в первенствах СССР сыграл около 250 матчей.
После распада СССР «Динамо» взяло старт в первом чемпионате России, в котором Малахов дебютировал в выездном матче 3-го тура против московского «Локомотива», заменив на 55-й минуте матча Андрея Победенного и оставив ворота в неприкосновенности. Начинал тот чемпионат ставропольское «Динамо» с вратарской бригадой молодой Андрей Победенный — опытный Владимир Малахов, причем конкуренцию молодости и опыта выиграла молодость. Летом 1992 года из кисловодского «Асмарала» был взят Зураб Саная, а сам Малахов вернулся в Изобильный, клуб тогда назывался «Динамо». Завершил карьеру в 1993 году в «Тереке».
После окончания игровой карьеры работал тренером в клубах второй лиги.